# アルギニン負荷試験
アルギニン負荷試験（アルギニンふかしけん）とは、下垂体機能および膵臓内分泌機能を調べる検査のこと。

## 概説
アルギニンは、成長ホルモン(GH)、インスリン、グルカゴンの分泌を刺激する。人為的にアルギニンを投与し、負荷前後に成長ホルモン、インスリン、グルカゴン、血糖値、C-ペプチドを測定する。
下垂体からの成長ホルモン分泌不全（小人症）や、膵臓からのインスリン分泌予備能評価、インスリノーマの補助診断などに用いられる。

## 方法
早朝空腹時に塩化アルギニン製剤を体重1kg当り0.5g（最大30gまで）を静脈注射あるいは経口にて30分間で投与し、経時的に採血する。採血タイミングは、与終了直後(=30分)、60分、90分、120分である。
健常人ではインスリン、グルカゴンはアルギニン投与開始 5分と30分に二相性に分泌され、成長ホルモンは45～60分に7ng/mLを超える増加反応を示す。
高血糖クランプ、GLP-1負荷とアルギニン負荷を組み合わせ、詳細に膵内分泌動態を検査する手法も報告されている
。